# Barry Newman
Barry Foster Newman (Boston, 7 novembre 1930 – New York, 11 maggio 2023) è stato un attore statunitense.

## Biografia
Dopo gli esordi come attore teatrale a Broadway, Newman si è affermato come interprete televisivo, grazie soprattutto al ruolo dell'avvocato italoamericano Anthony J. Petrocelli nella serie Petrocelli (1974-1976), personaggio che aveva già precedentemente interpretato sul grande schermo nel film Al di là di ogni ragionevole dubbio (1970).
Tra le altre sue interpretazioni di rilievo, da ricordare quella di Kowalski, l'ex poliziotto in fuga nel road movie Punto zero (1971), del dottor Frank Whitman nel film catastrofico Città in fiamme (1979), del dottor Ben Corcoran nel film Disney in live action Amy (1981), del dottor Garrett Braden nel medical drama Infermiere a Los Angeles (1989), e di Jim Avery ne L'inglese (1999) di Steven Soderbergh, accanto a Terence Stamp.
È scomparso per cause naturali l'11 maggio 2023 all'età di 92 anni.

## Filmografia

### Cinema
- Sparate a vista (Pretty Boy Floyd), regia di Herbert J. Leder (1960)
- The Moving Finger, regia di Larry Moyer (1963)
- Al di là di ogni ragionevole dubbio (The Lawyer), regia di Sidney J. Furie (1970)
- Punto zero (Vanishing Point), regia di Richard C. Sarafian (1971)
- Scacchiera di spie (The Salzburg Connection), regia di Lee H. Katzin (1972)
- Gli ultimi sei minuti (Fear Is the Key), regia di Michael Tuchner (1973)
- Città in fiamme (City on Fire), regia di Alvin Rakoff (1979)
- Amy, regia di Vincent McEveety (1981)
- Daylight - Trappola nel tunnel (Daylight), regia di Rob Cohen (1996)
- Next Year in Jerusalem, regia di David Nahmod (1997)
- Goodbye Lover, regia di Roland Joffé (1998)
- Una brutta indagine per l'ispettore Brown (Brown's Requiem), regia di Jason Freeland (1998)
- L'inglese (The Limey), regia di Steven Soderbergh (1999)
- Bowfinger, regia di Frank Oz (1999)
- Fugitive Mind, regia di Fred Olen Ray (1999)
- G-Men from Hell, regia di Christopher Coppola (2000)
- Jack the Dog, regia di Bobby Roth (2001)
- Posta del cuore (Good Advice), regia di Steve Rash (2001)
- True blue - L'anello mancante (True Blue), regia di J.S. Cardone (2001)
- 40 giorni & 40 notti (40 Days and 40 Nights), regia di Michael Lehmann (2002)
- Manhood, regia di Bobby Roth (2003)
- What the #$*! Do We (K)now!?, regia di William Arntz, Betsy Chasse e Mark Vicente (2004)
- What the Bleep!?: Down the Rabbit Hole, regia di William Arntz, Betsy Chasse e Mark Vicente (2006)
- Grilled, regia di Jason Ensler (2006)

### Televisione
- Way Out – serie TV, episodio 1x11 (1961)
- La parola alla difesa (The Defenders) – serie TV, episodio 1x14 (1961)
- La città in controluce (Naked City) – serie TV, episodio 4x19 (1963)
- Armstrong Circle Theatre – serie TV, episodio 13x19 (1963)
- Ai confini della notte (The Edge of Night) – serial TV, 2 puntate (1964-1966)
- Get Smart – serie TV, episodio 3x15 (1968)
- Petrocelli – serie TV, 44 episodi (1974-1976)
- Sex and the Married Woman – film TV (1977)
- King Crab – film TV (1980)
- ..Deadline.. – film TV (1982)
- Fantasies – film TV (1982)
- Having It All – film TV (1982)
- Quincy (Quincy M.E.) – serie TV, episodio 8x24 (1983)
- Second Sight: A Love Story – film TV (1984)
- Fatal Vision – miniserie TV (1984)
- My Two Loves – film TV (1986)
- Infermiere a Los Angeles (Nightingales) – serie TV, 13 episodi (1989)
- Miss Marple (Agatha Christie's Miss Marple) – serie TV, episodio 1x12 (1992)
- Der blaue Diamant – film TV (1993)
- MacShayne: Winner Takes All – film TV (1994)
- Avvocati a Los Angeles (L.A. Law) – serie TV, episodi 8x20-8x21 (1994)
- La signora in giallo (Murder, She Wrote) – serie TV, episodi 5x04-6x10-11x21 (1988-1995)
- NYPD - New York Police Department (NYPD Blue) – serie TV, episodi 1x15-6x01 (1994-1998)
- Cupid – serie TV, episodio 1x12 (1999)
- The O.C. – serie TV, episodi 2x10-2x11-2x12 (2005)
- The Cleaner – serie TV, episodio 2x01 (2009)
- Ghost Whisperer – serie TV, episodio 5x03 (2009)

## Doppiatori italiani
Nelle versioni in italiano delle opere in cui ha recitato, Barry Newman è stato doppiato da:
- Dario Penne in Daylight - Trappola nel tunnel, The O.C.
- Enzo Consoli in Petrocelli
- Renato Izzo in Punto zero
- Pino Colizzi in Scacchiera di spie
- Paolo Poiret in Amy
- Elio Zamuto ne La signora in giallo (ep. 6x10)
- Romano Ghini ne La signora in giallo (ep. 11x21)
- Rodolfo Bianchi ne L'inglese
- Luciano De Ambrosis in Ghost Whisperer - Presenze